# Honda CB 125 S
La Honda CB 125 S es una motocicleta de baja cilindrada desarrollada y fabricada por Honda en la fábrica italiana de Atessa en 1977 y 1978.
También fue conocida como Honda Italia por ser la primera motocicleta Honda fabricada en Italia.

## Características técnicas

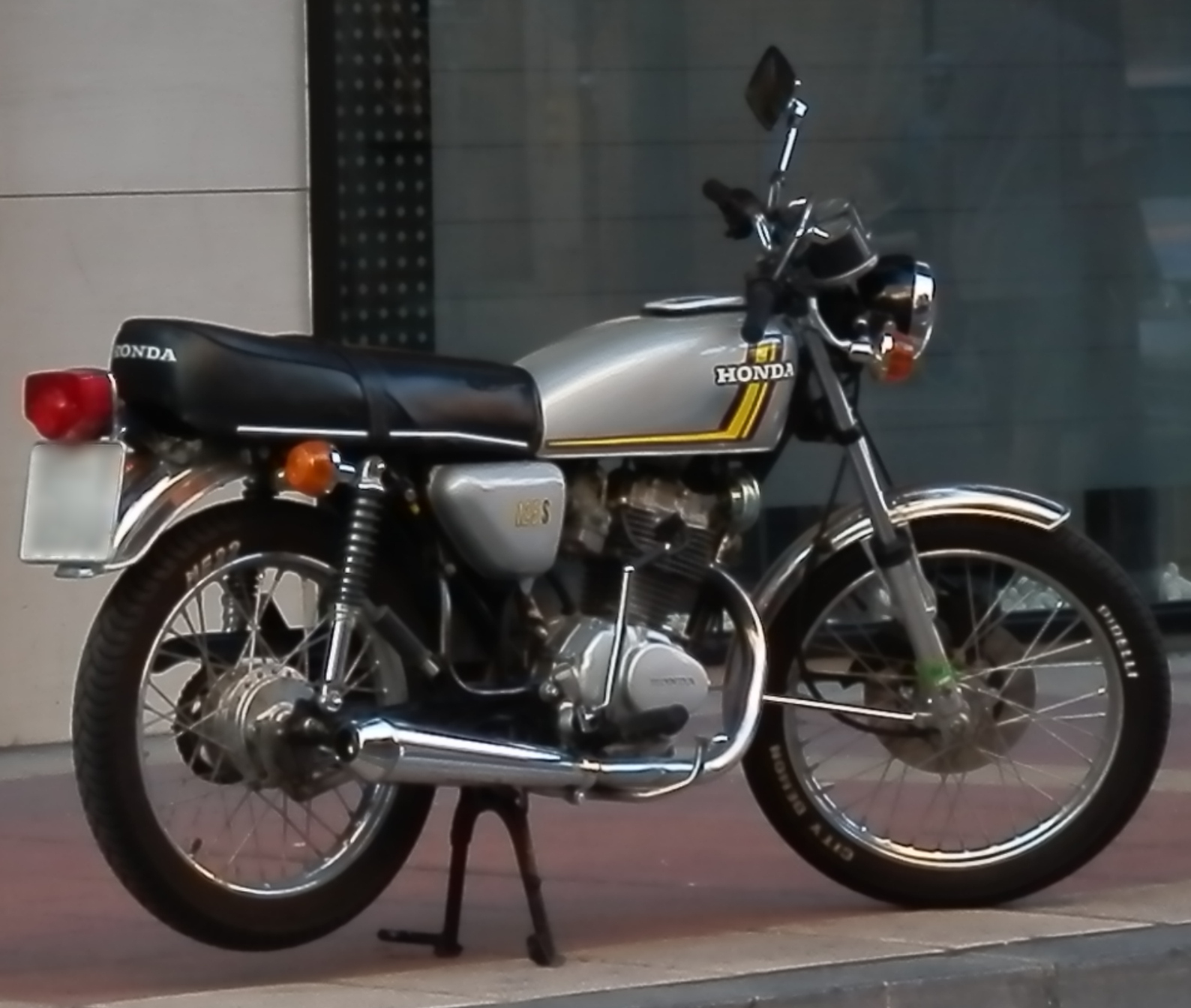
Honda CB 125 Italia.

### Motor
- Cilindrada: 124 cc.
- Diámetro por carrera: 56,5 × 49,5 mm.
- Tipo de motor: 4T OHC.
- Cilindros: 1
- Relación de compresión: 9,2:1
- Alimentación: Carburador Dell’Orto VHBZ 22 GS.
- Potencia máxima: 14 CV (10 kW) a 10.000 rpm
- Refrigeración: Aire.
- Encendido: Distribuidor con platinos.
- Bujía: NGK D8ESL.
- Distribución: Por cadena a eje de levas sobre el cilindro.
- Arranque: A patada.
- Activación del embrague: Mecánico, por cable.
- Embrague: Multidisco en baño de aceite.
- Velocidad máxima:[1]

### Transmisión
- Caja de cambios: 5 velocidades. 1° 2,769 – 2° 1,882 – 3° 1,100 – 4° 1,173 – 5° 1,000.
- Tracción: cadena.

### Datos Generales
- Longitud:
- Distancia entre ejes: 1200 mm
- Anchura:
- Altura asiento: 760 mm
- Peso en vacío: 100 kg
- Capacidad de carga:
- Capacidad depósito: 10 litros.[1]

### Estructura de la moto
- Suspensión delantera: horquilla telescópica.
- Suspensión trasera: brazo oscilante de doble amortiguador.
- Freno delantero: Disco 240 mm.
- Freno trasero: Tambor 130 mm.
- Neumático delantero: 2,75 x 18.
- Neumático trasero: 3,00 x 17.
- Tipo de llanta: acero con rayos.[1]

### Equipamiento
- Velocímetro.
- Cuentavueltas.
- Llave de encendido con traba manubrio.
- Dos espejos retrovisores.
- Intermitentes.
- Tapa sobre el tapón del depósito de combustible.[1]